# Jésus selon l'exégèse contemporaine
Cet article traite de Jésus de Nazareth selon les données récentes de l'historiographie. L'évolution de la recherche historique sur sa vie est traitée dans l'article Quête du Jésus historique. Les thèses contestant son historicité sont regroupées dans Thèse mythiste.

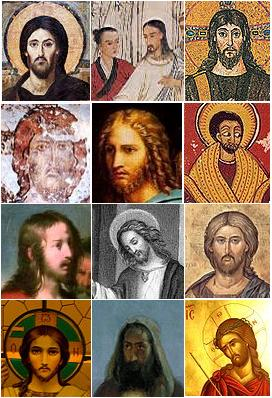
À la fin du XXe siècle, la troisième quête du Jésus historique a dressé l'inventaire des différents portraits de Jésus,.

L'exégèse contemporaine concernant le personnage de Jésus confronte les éléments de la vie de Jésus de Nazareth présents dans les textes antiques, essentiellement chrétiens, avec les connaissances historiques générales modernes. Elle soumet donc, depuis le XIXe siècle, les textes du Nouveau Testament à l'analyse critique afin de départager ce qui est compatible avec l'histoire et ce qui ne l'est pas.

## Les critères d'historicité

### Une historiographie complexe
Les historiens et les exégètes ont élaboré une quinzaine de critères d'historicité pour l'analyse des sources historiques. Les principaux critères sont au nombre de quatre et ils doivent être utilisés conjointement. Selon Gerd Theissen, « il n'y a pas de critères fiables pour séparer les traditions authentiques et inauthentiques sur Jésus » : ils n'ont donc pas une valeur absolue, l'histoire du christianisme primitif n'étant pas une science exacte. 

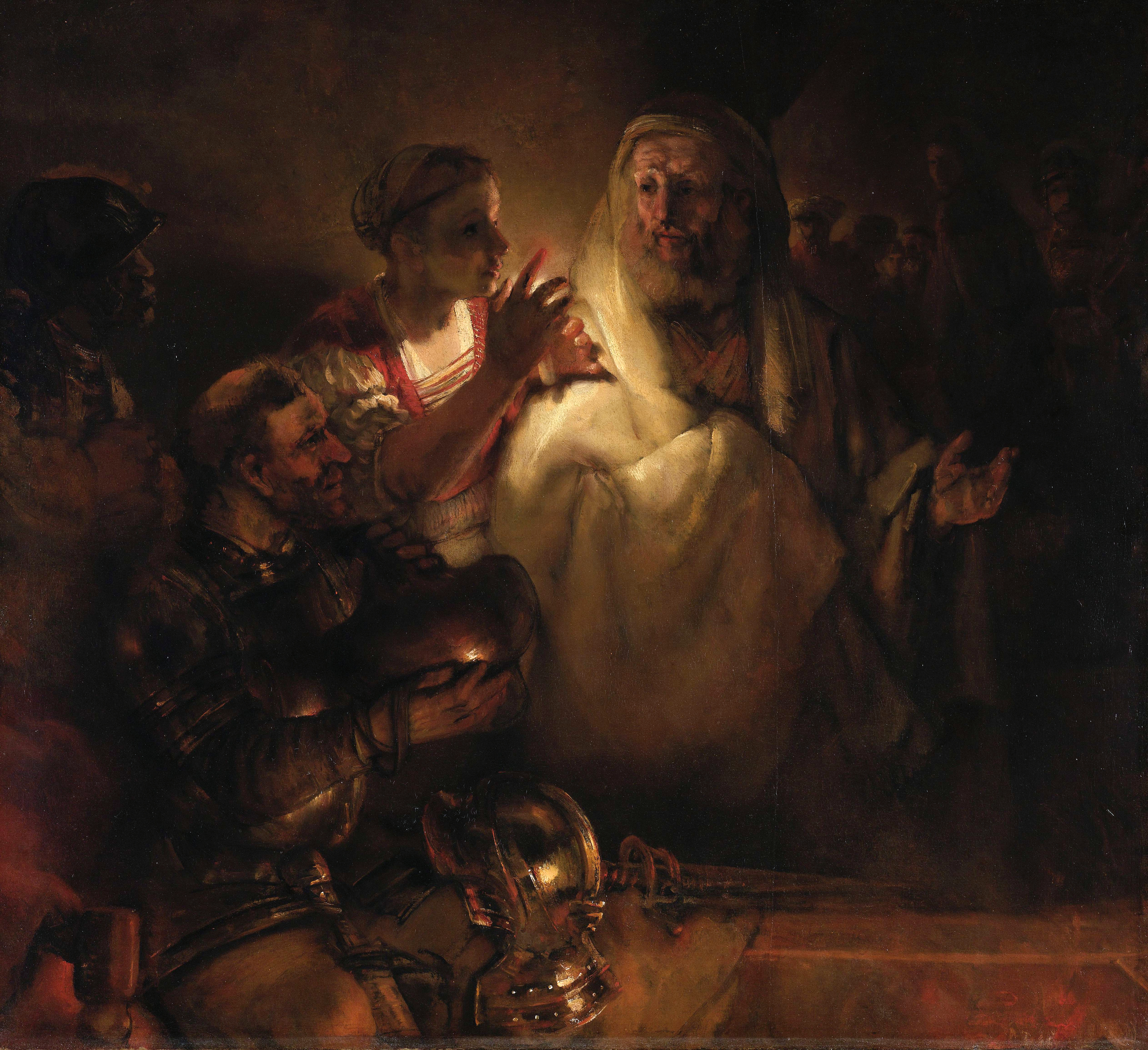
Le Reniement de Pierre par Rembrandt, 1660.

Qu'elle traite du christianisme ancien ou d'autres domaines, l'histoire n'en reste pas moins une science. L'histoire du christianisme ancien ne présente aucune spécificité qui la rendrait moins rigoureuse que dans d'autres domaines. La difficulté se situe plutôt dans la restitution des faits. Des précautions sont nécessaires à la suite de la crise moderniste car les approches dogmatiques tirent dans un sens tandis que les courants athées et/ou laïcs tirent dans un autre. 
Les critères d'historicité servent à systématiser les arguments qui font consensus parmi la majorité des exégètes. Les plus importants sont :
- La dissimilarité (discontinuité ou dissemblance) prend en compte l’originalité par rapport à la tradition juive et au christianisme primitif. Ainsi, peut être attribué à Jésus de Nazareth ce qui ne relève ni de l'une ni de l'autre.
- L'embarras ecclésiastique : est en faveur de l'authenticité, ce qui se trouve dans les textes alors que cela constitue une difficulté pour les rédacteurs du Nouveau Testament. Par exemple, le reniement de Pierre, l'humiliation du crucifiement ou la parole de Jésus sur la croix en Marc 15:34 [6].
- L'attestation multiple : plus un élément est attesté par des sources multiples et indépendantes les unes des autres, plus son authenticité est probable.
- La cohérence : ce critère va de soi, mais ne doit pas masquer qu'il y eut des formulations et des interprétations différentes des paroles et des actes de Jésus.

### Une historicité globale
Les spécialistes voient dans les évangiles des œuvres théologiques dont les auteurs ont plus une visée doctrinale qu'un souci historique,. Les textes évangéliques ne sont pas des comptes-rendus objectifs, mais des témoignages de foi qui ont été rédigés une ou deux générations après les événements qu'ils décrivent. Ils traitent de la vie et de l'enseignement de Jésus de Nazareth, qui aurait été un prédicateur juif situé dans le contexte réel de la Palestine du Ier siècle, dont ils disent que Dieu l'a ressuscité après sa mort. En prenant en compte les critères d'authenticité, la majorité des chercheurs concluent à une historicité assez faible des évangiles,, à l'exception de leurs récits du baptême du Christ et de sa crucifixion,. 

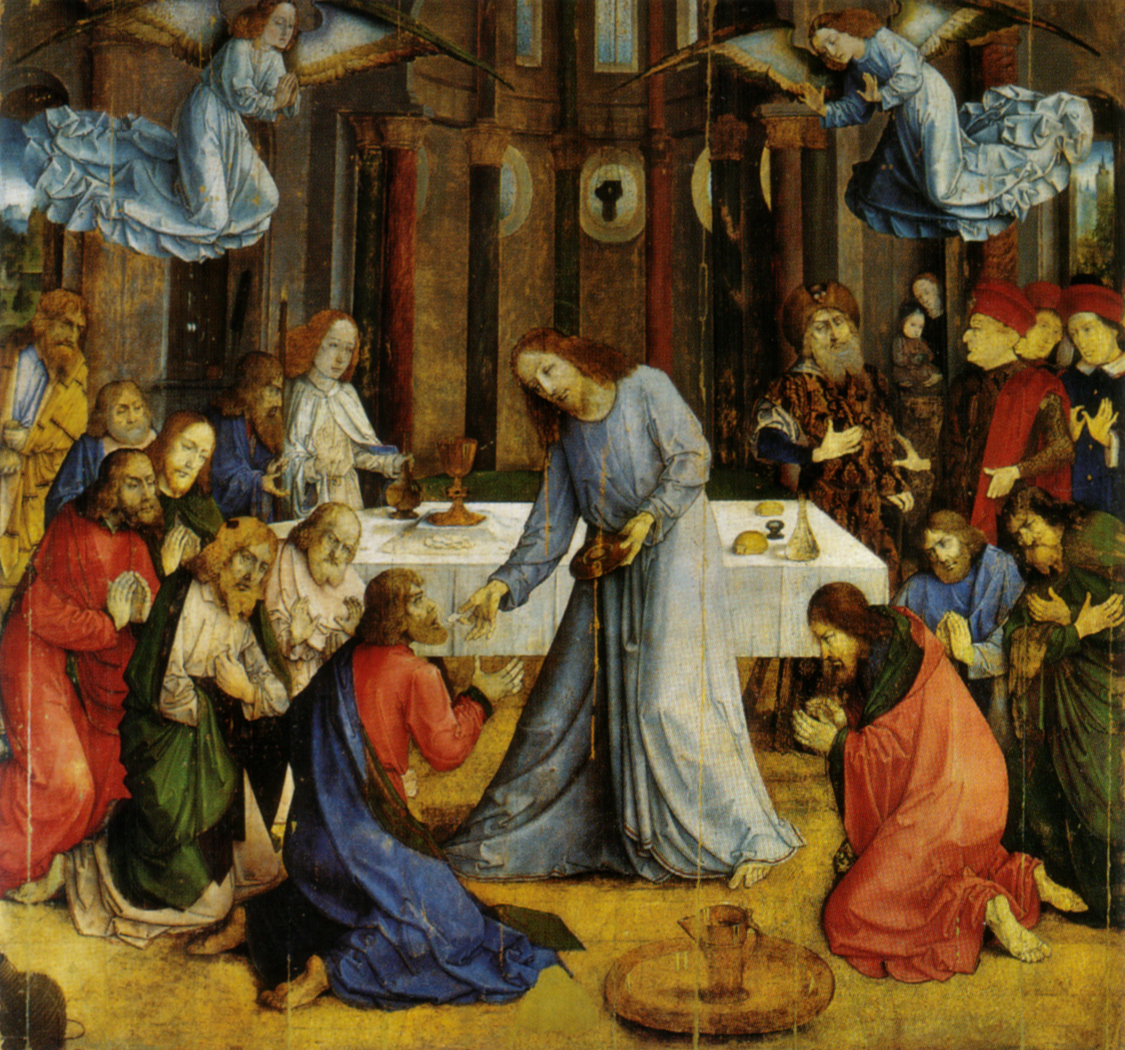
L'Institution de l'eucharistie par Juste de Gand, 1473.

Le pape Benoît XVI rappelle que d'après l'exégèse historico-critique, « les reconstitutions de ce Jésus, qui devaient être recherchées derrière les traditions des évangélistes et de leurs sources, sont apparues de plus en plus antinomiques » et qu'il « ressort l'impression que nous savons très peu de choses fiables sur Jésus ».
Pour Günther Bornkamm, « malgré la vulnérabilité historique de beaucoup de récits et de paroles, pris isolément, l'historicité globale des Évangiles est incontestable. 
Toutefois, l'« historicité » ne doit pas être confondue avec ce qui est « historique ». Par exemple, quand l'un des récits de la Cène à Béthanie précise que tel participant « s'allonge à côté de », on peut en conclure que tous dînent couchés, c'est-à-dire à la romaine. Ce détail indique que les rédacteurs sont suffisamment romanisés pour qu'il leur semble évident de présenter un repas de cette manière. C'est l'historicité. En revanche, l'archéologie n'a pas retrouvé la maison à Béthanie, et, sur la date, on hésite. En outre, le récit de l'institution de l'eucharistie est une interprétation dont on ne sait pas les modalités, les évangiles ne racontant pas la même chose : c'est le manque d'histoire. 
Étienne Trocmé, également éloigné de ceux qui considèrent cette vie comme inconnaissable et de ceux qui font très largement confiance aux textes, pensait que « sans pouvoir reconstituer d'une façon précise la carrière et l'enseignement de Jésus, on est en mesure d'en retrouver quelques aspects essentiels et d'en comprendre l'orientation générale. »

## Le nom de Jésus et le titre de «Christ»

### Jésus
Toutes les sources chrétiennes ou juives s'accordent à dire que cet homme s'appelait Jésus, en grec Ἰησοῦς / Iēsoûs, vient du prénom Yehoshua (hébreu : יהושע), dont Yeshoua (ישע) est une forme abrégée. Yehoshua signifie « Dieu sauve ». La Septante (rédigée en grec) utilise également le nom de Iesoûs pour désigner Josué, lieutenant de Moïse. Les sources juives utilisent la forme Yeshu (sans le aïn final), nom unique qui ne sert à désigner que Jésus de Nazareth.
Jésus est un prénom courant dans la Palestine de l'époque. Il est par exemple attesté pour Jésus Ben Sira (IIe siècle av. J.-C.), l'auteur du Siracide, pour un fils d'Éliézer dans l'Évangile selon Luc ou encore pour Barabbas, le prisonnier libéré par Ponce Pilate selon certaines versions de l'Évangile selon Matthieu. L'historien juif Flavius Josèphe (Ier siècle) cite plusieurs individus prénommés Jésus.

### Christ
Dans les milieux gréco-romains, on lui donne très tôt le titre de Chrestos ou Christos, ce dont témoignent quelques sources païennes ou gréco-romaines. Ce mot grec Χριστός / Christós) est la traduction du terme hébreu מָשִׁיחַ (mashia'h, dont dérive le nom français « messie »), signifiant « l’oint [du Seigneur] », c’est-à-dire une personne consacrée par une onction divine.
Vers 116, dans ses Annales, l'historien Tacite parle de sectateurs de « Christos, qui, sous le règne de Tibère, fut livré au supplice par le préfet romain Ponce Pilate ». Suétone vers 120, mentionne dans la Vie de Claude un Chrestos dont il est généralement admis qu'il désigne Jésus-Christ. Selon Suétone, mal informé, ce Chrestos aurait été présent à Rome dans les années 40 lors des troubles « messianistes à caractère politique et anti-romain » qui agitaient la communauté juive de Rome, à l'encontre de laquelle Claude promulgue un édit d'expulsion.

## Les récits de la naissance et de l'enfance

### Année de naissance

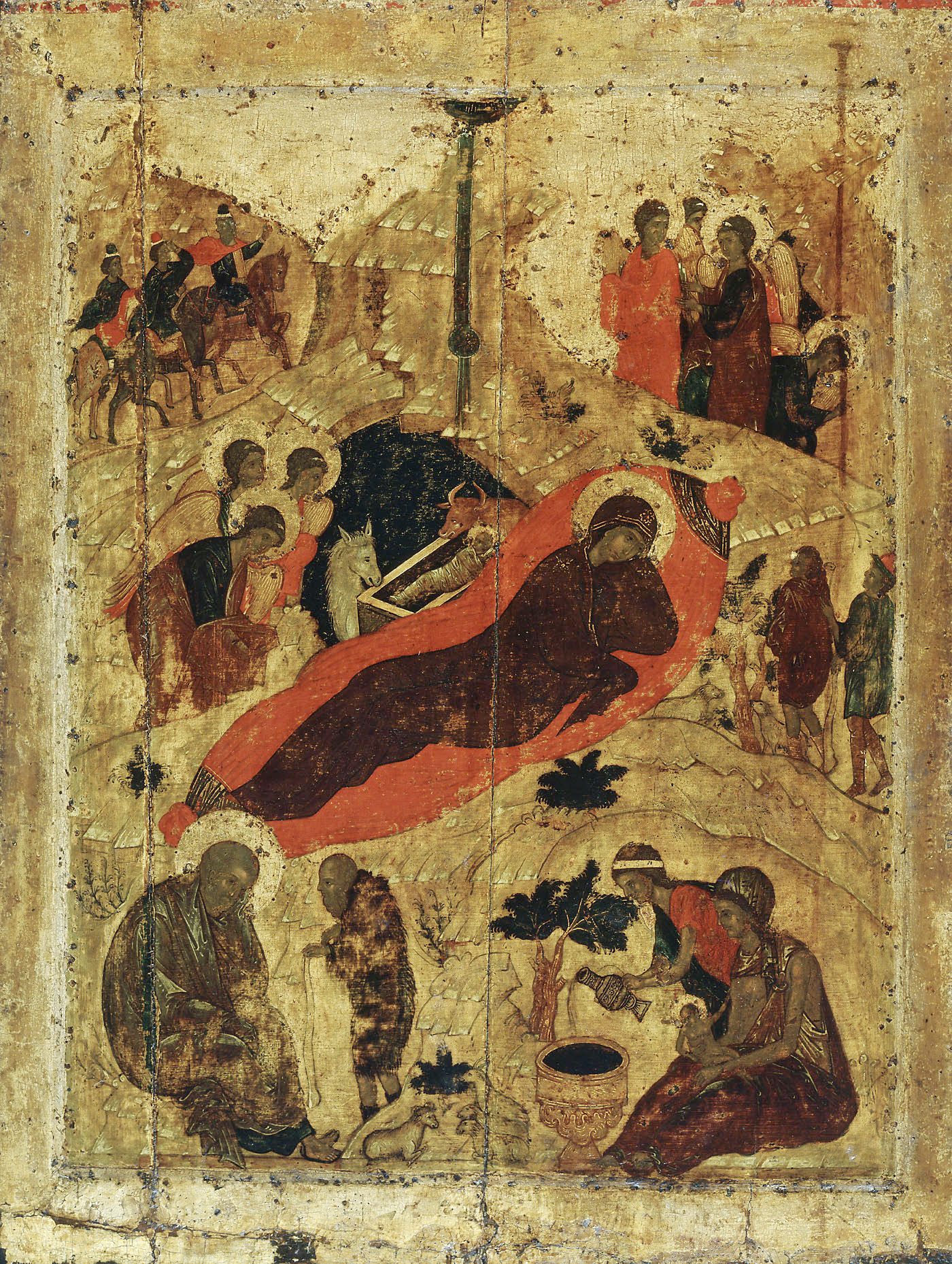
Nativité d'Andreï Roublev.

Il n'existe aucune indication précise sur l'année de sa naissance. La seule certitude est que « Matthieu et Luc attestent tous les deux que Jésus est né alors que Hérode le Grand était en vie (Mt 21 ; Lc 15), c'est-à-dire, si l'on considère les écrits de Flavius Josèphe (Antiquités judaïques, 17, 167, 213 ; Guerre des Juifs, 2, 10), avant le printemps de l'an 4 av. J.-C. et, au plus tôt, en l'an 7 av. J.-C. »,. Si cette hypothèse paraît vraisemblable, le manque de fiabilité chronologique de ces deux évangiles concernant l'enfance de Jésus laisse subsister un doute.
Luc relie la naissance de Jésus au recensement de Quirinius, qui eut lieu en l'an 6 apr. J.-C. selon Flavius Josèphe (Guerre des Juifs 2.117s, 7.253 ; Ant. jud. 17.355, 18. 1sqq.), ce qui a été considéré comme une erreur chronologique. Pendant le règne de Hérode le Grand, la Judée n'était pas sous l'administration directe des Romains ; par ailleurs, la pratique consistant à se faire enregistrer dans la ville de ses ancêtres n'est pas une pratique romaine connue.
Luc tient à placer loyalement Jésus dans l'ordre romain, par opposition aux révoltes qui se sont produites à l'occasion de ce recensement. Il a été tenté de déterminer plus précisément la date de naissance de Jésus en faisant des corrélations entre l'étoile des Mages (Mt 22) et des phénomènes astronomiques, mais cela de façon illusoire puisque Matthieu décrit une « étoile miraculeuse ».

### Enfance
Les récits de l'enfance, imprégnés de merveilleux, écrits après 70-80 (L'Évangile selon Marc, le plus ancien, n'a pas de récit de l'enfance) reprennent  le midrash du petit Moïse, conservé notamment par Philon d'Alexandrie (v. 20 av. J.-C.-v. 45 apr. J.-C.) dans sa Vie de Moïse, et qui comporte aussi un songe prémonitoire, le recours aux mages, le massacre des nouveau-nés.  
Leur intention, par l'utilisation du thème, fréquent dans l'hellénisme et le judaïsme antiques, de la naissance surnaturelle, est de montrer que la venue de Jésus comme Sauveur était, dès l'origine, déterminée par Dieu. La naissance virginale a pu être évoquée par le Livre d'Isaïe, où il est dit  « la jeune fille est enceinte et va enfanter un fils » (Is 714, cité en Mt 123), le mot hébreu עלמה, almah, s'appliquant dans la Bible  à une fille nubile en âge d'être mariée, qu'elle le soit ou non, bien que ce soit improbable dans ce contexte précis, mais la Septante, texte biblique de référence des premiers temps du christianisme, l'a compris comme « vierge » (qui eût été betula, en hébreu) ainsi en traduisant par παρθενος, parthénos, « vierge ». 

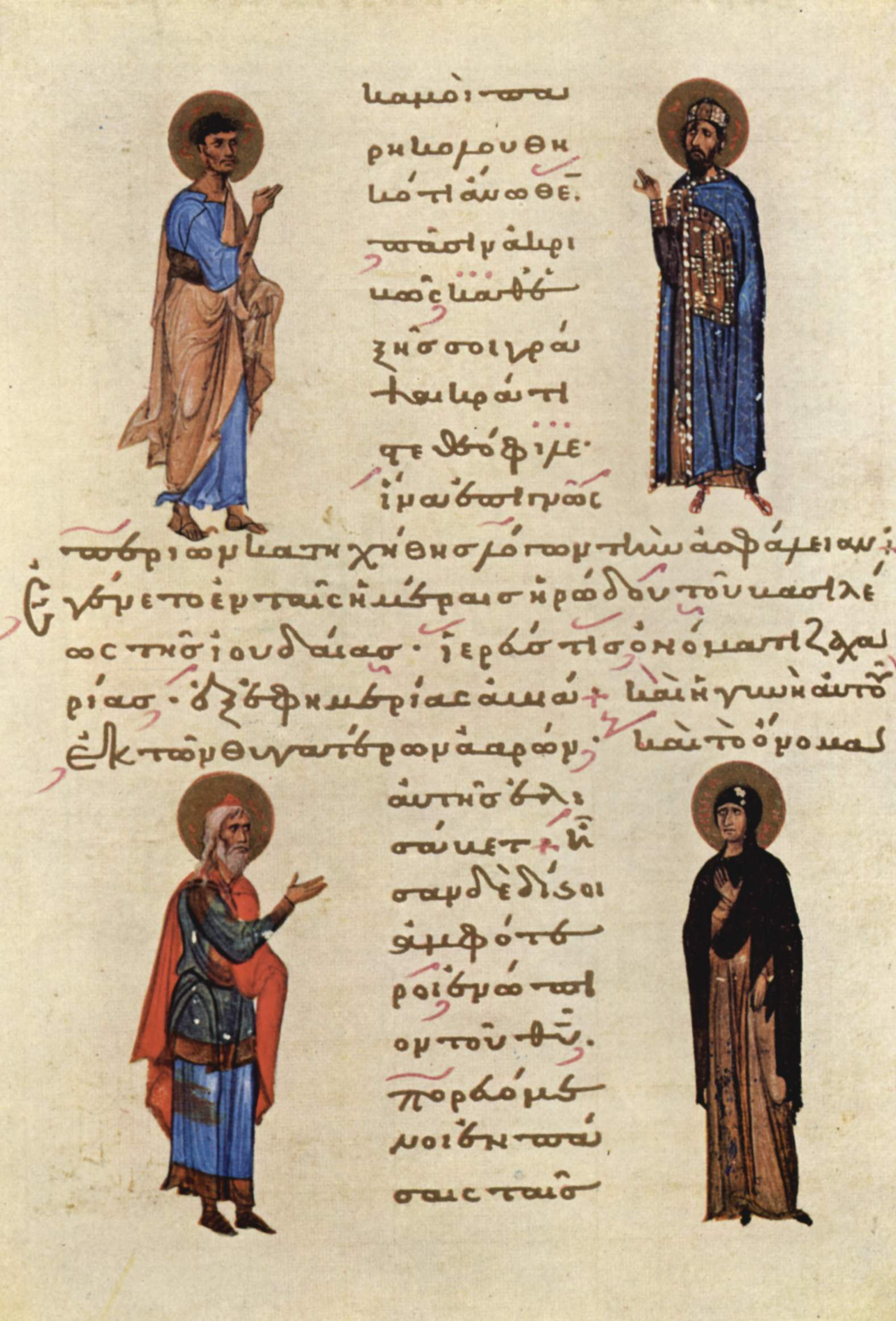
Premières lignes de l'Évangile selon Luc, manuscrit byzantin (v. 1020).

Il existe deux versions contradictoires de la généalogie de Jésus, celles de Matthieu et de Luc. Elles ne concordent que dans la section d'Abraham à David. Matthieu essaie de convaincre les Juifs que Jésus appartenait la lignée royale de David (Mt 11), tandis que Luc adopte une perspective plus universaliste et fait remonter l'ascendance de Jésus jusqu'à Adam et Dieu (Lc 322).
Ces deux textes sont les seuls passages du Nouveau Testament qui affirment clairement que Jésus est né à Bethléem. Ailleurs, aussi  bien en Matthieu et en Luc que dans le reste du Nouveau Testament, Jésus est simplement « Jésus de Nazareth » ou « Jésus le Nazaréen ». Même dans les récits de son enfance, les auteurs utilisent des techniques élaborées pour clarifier le fait que Jésus est né à Bethléem plutôt qu'à Nazareth : Luc dit que Auguste César a ordonné un recensement de tout l'Empire, ce qui a obligé Joseph à se faire enregistrer dans la ville de ses ancêtres. Matthieu dit que Hérode a ordonné le massacre des Innocents, provoquant leur fuite vers l'Égypte et leur retour ultérieur à Nazareth. Ce massacre n'est pas mentionné par Flavius Josèphe. L'histoire de Jésus arrivant d'Égypte peut correspondre à l'explication de Matthieu qui le présente comme le « Nouveau Moïse ». À la lumière de ces considérations, Michael Grant conclut : « L'histoire habituelle selon laquelle Jésus est né à Bethléem, qui était située en Judée et non en Galilée, est très douteuse. Son lieu de naissance est plus probablement Nazareth, en Galilée, ou éventuellement une autre petite ville de la région. » 
Comme la ville n'est pas mentionnée par Flavius Josèphe, ou d'autres auteurs de cette époque non chrétiens, certains pensent que Nazareth n'existait pas en ce temps, et estiment plus probable que les Grecs se réfèrent en réalité à Jésus en tant que Nazir (un type particulier d'ascète). Il est également possible que Nazareth fût seulement un petit village ; les découvertes archéologiques suggèrent qu'il a été occupé jusqu'au VIIe siècle av. J.-C., et qu'il a pu être « refondé » au IIe siècle av. J.-C.
Dans l'hypothèse où Jésus n'aurait pas vécu à Nazareth, il peut avoir été associé à la ville à travers le mot hébreu netzer qui signifie « bouton de fleur » ou « branche », un terme associé à la maison de David dans un passage du Livre d'Isaïe considéré comme annonceur du messie à venir (Is 111, Jr 235). 
Une troisième hypothèse repose sur le mot ntsyry en Isaïe 49:6 qui signifie « sauver » ou « restaurer Israël ». Le fait que l'hébreu ne comporte pas de voyelles conduit la tradition massortie à voyelliser de plusieurs façons pour établir le texte. Un jeu de mots est alors possible entre  « nazaréen » et « nazaréthain ».
Quoi qu'il en soit, l'enracinement galiléen de Jésus est nettement affirmé. Les premiers disciples eux-mêmes étaient originaires de Galilée (selon Mt 2673, ils se reconnaissaient à leur accent), une région excentrée du judaïsme (elle est séparée de la Judée par la Samarie), plutôt mal vue des Judéens, où se mêlaient juifs et non-juifs, ce qui facilitera ultérieurement la diffusion du christianisme au monde païen, mais créera aussi des tensions.

## Le milieu social

### La synagogue de Nazareth

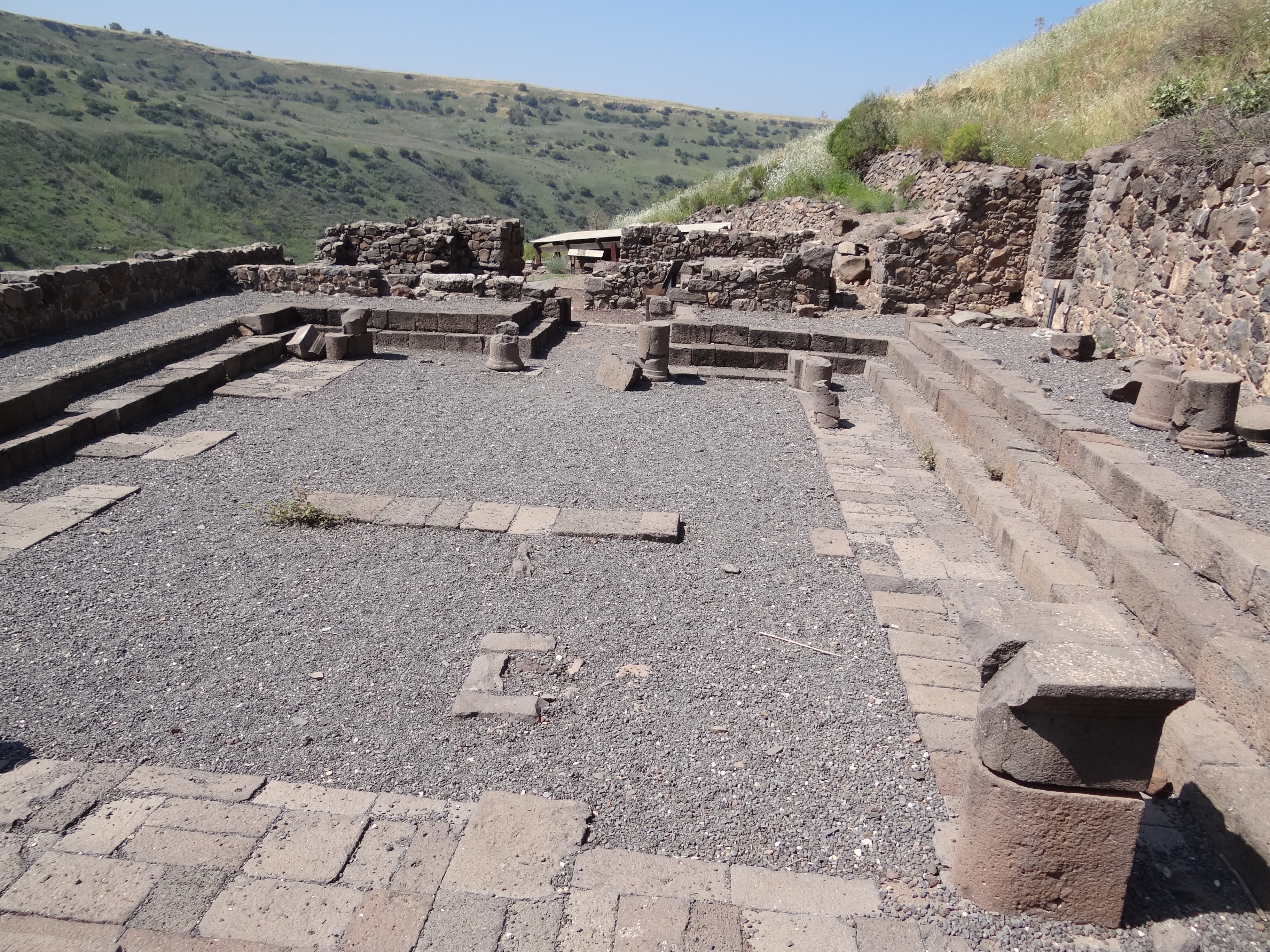
Vestiges de la synagogue de Gamla

L'Évangile selon Luc fait mention de Jésus qui, « comme à son habitude », pénètre dans la synagogue de Nazareth. À cette occasion, Jésus « …se leva pour lire ». Les fouilles archéologiques n'ont révélé aucun bâtiment public. La Nazareth moderne se situe sur l'ancien site. L'importante ville antique de Sepphoris (Tsipori) est relativement proche.
Des synagogues datant du temps de Jésus ont été trouvées à Gamla, Jérusalem, Hérodion, et Massada. Le Nouveau Testament mentionne des synagogues à Capharnaüm et à Nazareth, mais les archéologues n'ont pas pu confirmer leur existence[Quand ?]. Ils ne sont pas non plus parvenus à trouver les vestiges des synagogues mentionnées par Flavius Josèphe, qui sont censées se situer à Tibériade, à Dor, ou dans la ville prospère de Césarée.

### L'entourage familial et religieux
Jésus de Nazareth est traditionnellement identifié comme un travailleur du bois, charpentier ou menuisier (en grec τεκτων, tektôn) ; cela repose exclusivement sur une phrase unique de l'Évangile selon Marc (Mc 63) : « N'est-ce pas le charpentier […] ». Nulle part ailleurs dans le Nouveau Testament, il n'est fait mention de son métier, ce qui pourrait signifier que les rédacteurs des Évangiles préféraient passer sous silence le fait qu'il ait exercé une profession sans prestige. Matthieu change la question en : « N'est-ce pas le fils du charpentier ? » (Mt 1355) ; Luc la change plus tard en : « Cet homme n'est-il pas le fils de Joseph ? » (Lc 422). Cependant, divers témoins du texte, notamment la Vetus latina et des manuscrits, indiquent « le fils du charpentier » en Mc 6, 3. 
Jésus est présenté assez tardivement comme étant issu d'un milieu modeste. Cette interprétation occidentale date du XIe siècle, au moment du premier exode rural. Il apparaît très pieux, si l'on en croit les récits de l'enfance, malgré leur historicité incertaine, ou ce que l'on sait des membres de sa famille. Les « frères de Jésus » cités en Mc 63, seraient nés d'un premier mariage de Joseph, selon la tradition orthodoxe qui s'appuie sur le Protévangile de Jacques, ou des cousins selon la tradition catholique pour qui le mot « frère » est pris au sens large de « parent proche ».
John Paul Meier note que, sur l'échelle sociale, Jésus le charpentier galiléen aurait été classé parmi les classes moyennes inférieures. Il était en effet assez pauvre, mais sans doute ni plus pauvre ni moins respectable qu'un autre à Nazareth : il ne connaissait pas la misère dégradante des travailleurs journaliers ou des esclaves ruraux.

### La langue de l'époque
Le Nouveau Testament est écrit en grec. 
Les inscriptions de l'époque permettent d'émettre l'hypothèse que l'araméen, couramment parlé en ce temps et ce, depuis le retour d'Exil, n'était pas significativement influencé par le grec, contrairement aux siècles suivants. Bien qu'ils soient tous écrits en grec, les seuls mots étrangers que les Évangiles attribuent à Jésus sont araméens, tels dans Mc 541, 7 34. L'Évangile selon Jean dit que Jésus appelait Simon Kephas (Jn 142), et Paul utilisait l'appellation araméenne de Dieu, Abba (« Papa »), même quand il s'adressait à des lecteurs hellénophones (Ga 46 et Rm 816). John P. Meier conclut : « Jésus enseignait régulièrement et peut-être exclusivement en araméen, sa maîtrise du grec étant plutôt pratique et sans doute rudimentaire. »
Selon Maurice Goguel : « Les paroles de Jésus ont une forme très originale, nullement grecque mais sémitique, caractérisée par la parabole, par l'emploi des images et, dans les aphorismes, par une construction qui peut paraître savante mais qui est toute spontanée et qui consiste dans une alternance de courtes propositions qui se répètent, s'appuient ou s'opposent. »
L'Évangile selon Luc raconte que Jésus lisait un parchemin dans la synagogue de Nazareth. Daniel-Rops rappelle que la majorité des enfants juifs de la Judée du Ier siècle ont reçu une éducation scolaire, à travers un programme mis en place par Siméon ben Schetach (Kéthouboth, VIII, 11) ; cependant, le Talmud a été écrit environ deux cents ans après l'enfance de Jésus. Les références de Philon d'Alexandrie et de Flavius Josèphe ne se rapportent sans doute qu'aux lectures publiques de la Torah. Quoi qu'il en soit, Meier avance que les débats de Jésus sur les Écritures dans les synagogues, ainsi que d'autres détails, suggèrent que Jésus avait la capacité de lire les textes hébreux sacrés : « Pour résumer : les textes pris individuellement dans les évangiles prouvent très peu de choses sur le fait que Jésus soit érudit. Ils forment plutôt un faisceau d'arguments convergents qui nous incitent à penser que c'était le cas. À un moment de son enfance ou de sa jeunesse, Jésus a appris à lire et à déchiffrer les Écritures hébraïques. » Claude Tresmontant a essayé de prouver que Jésus prêchait en hébreu et que ses paroles ont été secondairement traduites en grec, puis rapportées dans les Évangiles telles que nous les avons reçues, mais il n'a pas emporté l'adhésion des autres chercheurs. Jésus a pu se servir de l'hébreu dans ses discussions avec les scribes.

## L'enseignement

### Les influences
Compiler les textes des évangiles synoptiques pour en tirer une biographie de Jésus est un choix théologique et non une démarche scientifique, celle de l'exégèse biblique. Depuis les années 1960, sous l'influence de l'École de l'histoire des formes, on étudie techniquement les évangiles chacun pour eux-mêmes, pour comprendre comment le « fait Jésus » fut compris par les communautés productrices de ces récits,.

#### Baptême

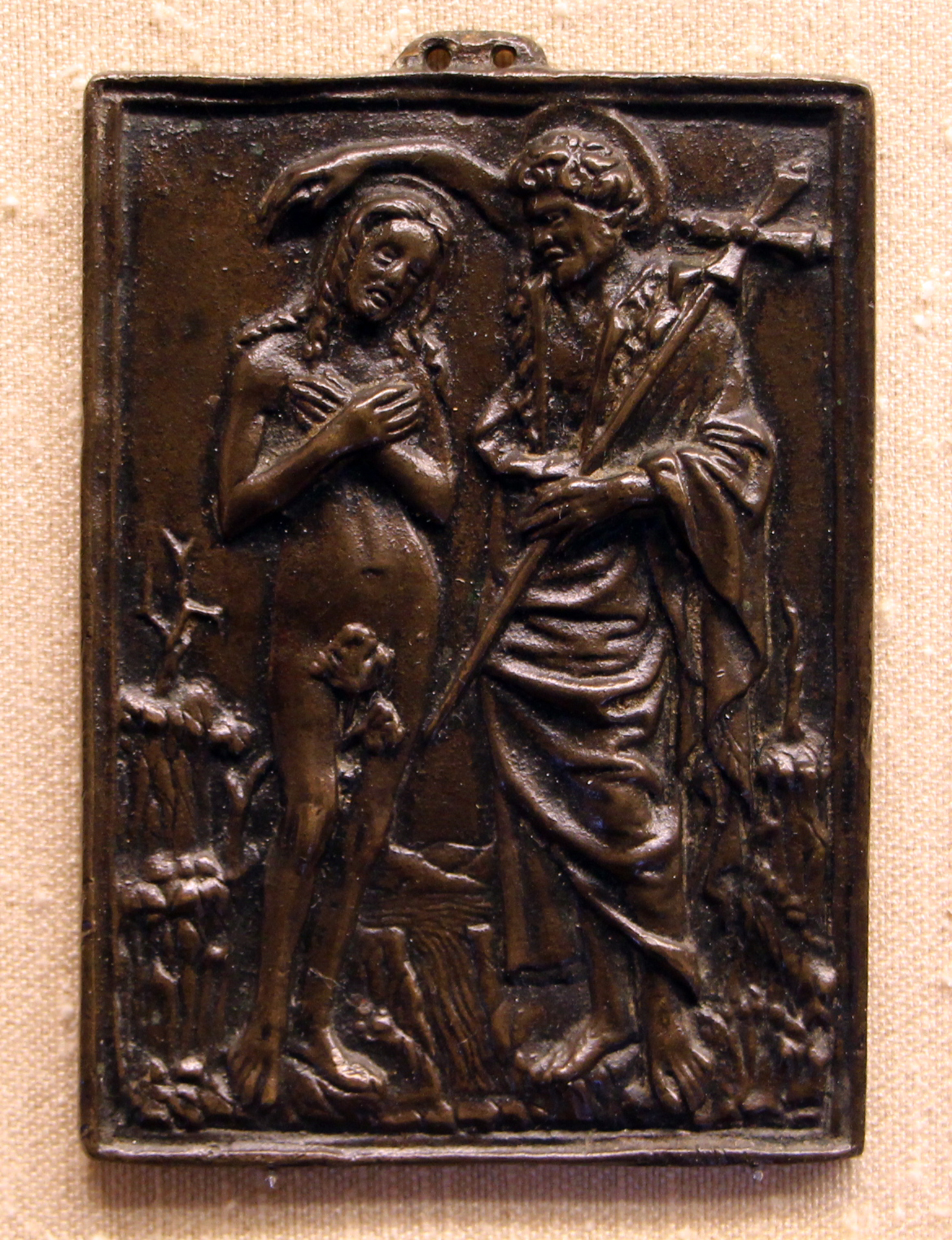
Baptême du Christ, Italie (v. 1500).

Les Évangiles synoptiques indiquent que Jésus de Nazareth a été baptisé par Jean le Baptiste dans le Jourdain et l'Évangile selon Jean, s'il ne rapporte pas le rite baptiste dans l'eau, évoque la descente de l'Esprit (Jn 1. 32). Ils donnent à Jean le Baptiste le caractère d'un précurseur (Mc 14-8 ; Jn 119-34). Ce baptême, rite d'initiation et de purification célébré une seule fois lors de la conversion, est évoqué par Flavius Josèphe. Il a été conservé dans la pratique rituelle chrétienne. 

#### Manuscrits de Qumrân

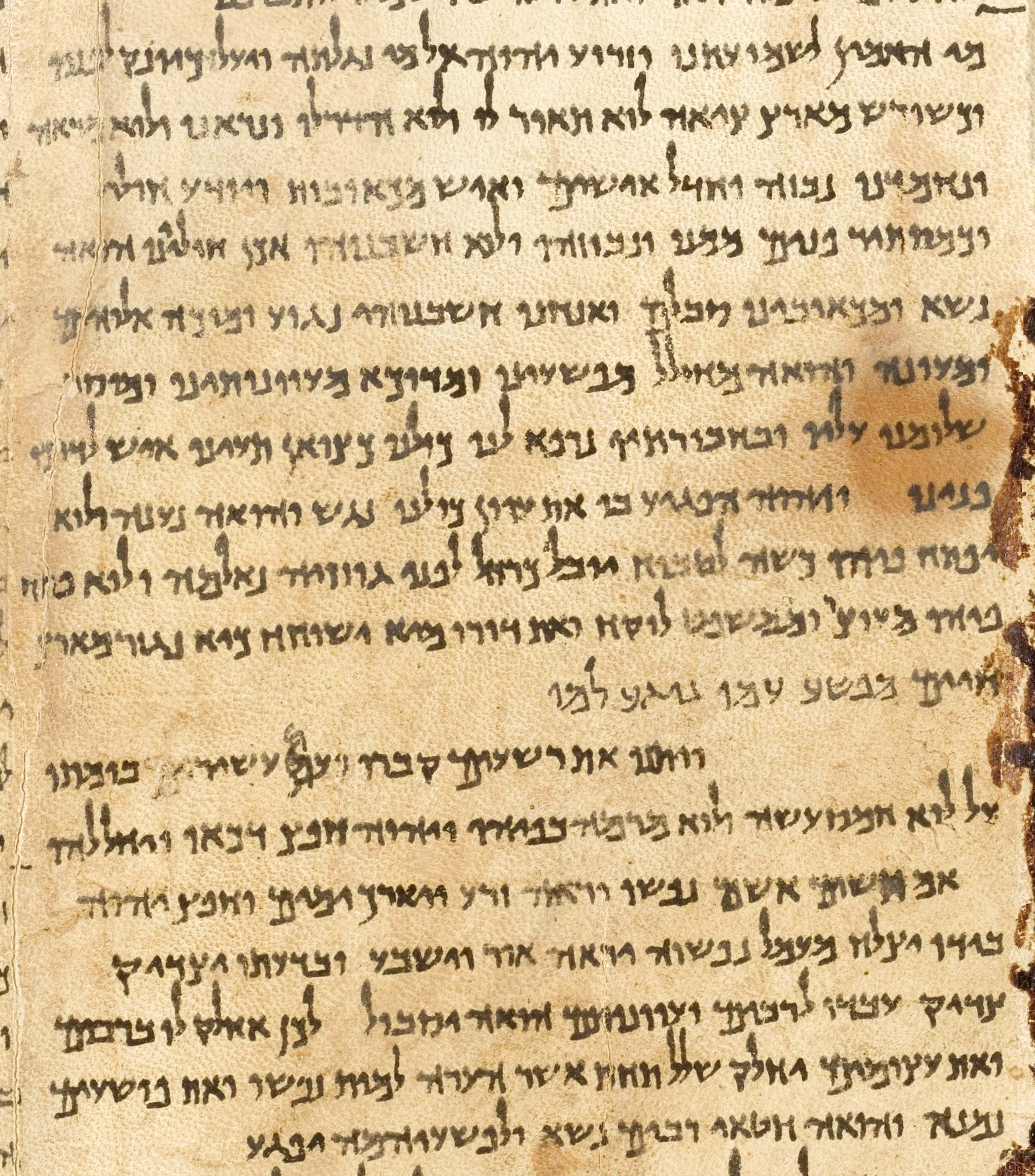
Partie d'une reproduction du Grand rouleau d'Isaïe 53 écrit en hébreu au av. J.-C., trouvé dans les grottes de Qumrâm, et quasiment identique à la plus ancienne version masorétique rédigée 1 000 ans plus tard.

Par ailleurs, des rapprochements ont été suggérés entre le Nouveau Testament et les manuscrits de la mer Morte (IIe av. J.-C.), découverts dans des grottes en 1947 sur le site de Qumrân. Il en ressort qu'aucun texte du Nouveau Testament n'est présent dans les jarres de Qumrân et que rien n'y parle de Jésus de Nazareth,.
« Pauvres en esprit », expression présente dans les Béatitudes, se retrouve dans plusieurs passages, notamment le rouleau des Hymnes de la grotte 1 où elle désigne les observants de la loi, « fils de lumière ». Sont également évoqués dans les textes qumraniens le retour d'Élie et la résurrection des justes (4Q251). Ces rapprochements sont sans rapport avec Jésus sauf interprétation particulière. En effet, les textes des évangiles font un grand usage des citations de l'Ancien Testament, le plus souvent sous la forme enregistrée dans la Septante. Or, parmi les rouleaux de Qumran, ont été retrouvés de nombreux textes de l'Ancien Testament dans des versions diverses, dont certains ont servi de source à la Septante.
La prédication de Jésus, si elle s'est insérée dans son contexte culturel, s'adressait à tous, au contraire de ce qui se faisait dans la société fermée de Qumrân, qui inaugurait des rites de purification appuyés. Émile Puech souligne : « La présentation messianique des Évangiles diffère totalement des textes esséniens et pharisiens ».

### Les thèmes
Charles Harold Dodd observe que l'essentiel de l'enseignement de Jésus « s'exprime par de brèves sentences, nettes, mordantes, souvent allusives et même énigmatiques, lestées d'ironie et de paradoxe. Toutes ces paroles, transmises par des filières différentes, ont une physionomie immédiatement reconnaissable ; il n'est pas possible qu'elles soient simplement le produit d'un habile condensé dû aux premiers prédicateurs chrétiens ».
Ses prédications s'appuient souvent sur des paraboles, genre littéraire emprunté aux pharisiens. Elles « font appel à un vaste domaine d'expérience. Leur auteur est quelqu'un qui a observé, avec un vif intérêt et une sympathie dépouillée de sentimentalisme, mais non parfois d'humour, la manière dont se comportent les êtres humains ». 
Les textes soulignent qu'il enseignait avec « autorité » (Mc 122 ; Mt 729). Ils montrent des discussions où il conduit l'interlocuteur à se remettre lui-même en question (Lc 1025-37), et prendre ses responsabilités (Mc 1017-25). Ailleurs, il se dégage adroitement des difficultés dans lesquelles on veut l'enfermer (par exemple en Mc 1213-17 ; Mc 1218-27).
Herbert W. Basser explique que l'Évangile selon Marc, en particulier, montre que Jésus utilise toutes les techniques de la rhétorique pharisienne. Pour Jésus, accomplir la volonté de Dieu découle du lien de filiation à son égard et consiste en la miséricorde envers le prochain et non en une attitude légaliste (Mt 911-13), ce qui ne signifie pas une diminution de l'exigence morale. Il opère une sorte de renversement par rapport à la notion traditionnelle du sacré où l'homme ne peut s'approcher de la divinité qu'à condition de se purifier. Les Évangiles montrent qu'il s'intéressait aux femmes, aux enfants, à tous ceux que la société réprouvait, y compris l'ennemi romain.
Ses thèmes principaux – messianité, paternité divine, avènement du Royaume de Dieu, amour du prochain – existaient déjà dans le judaïsme, et lui-même n'a pas voulu se démarquer de sa religion (Mc 724-30 ; Mt 105-7), mais il les a interprétés de manière personnelle et de telle sorte qu'il a fait du judaïsme « quelque chose de si extrême que celui-ci en devenait, en un sens, un non-judaïsme », selon Klausner.

## Jérusalem

### L'entrée à Jérusalem
L'arrivée de Jésus à Jérusalem est traditionnellement associée à Pâques, mais l'agitation de feuilles de palmier, que l'on trouve dans le seul évangile selon Jean, et les cris de Hosanna ne font pas partie du rituel juif des fêtes de Pâque. Ils font plutôt partie de Sukkoth (fête des Cabanes ou des Tabernacles). Il est très probable qu'une erreur accidentelle soit parvenue, ou qu'un changement délibéré ait été effectué en raison de contraintes doctrinales quelconques.

### Procès et derniers jours

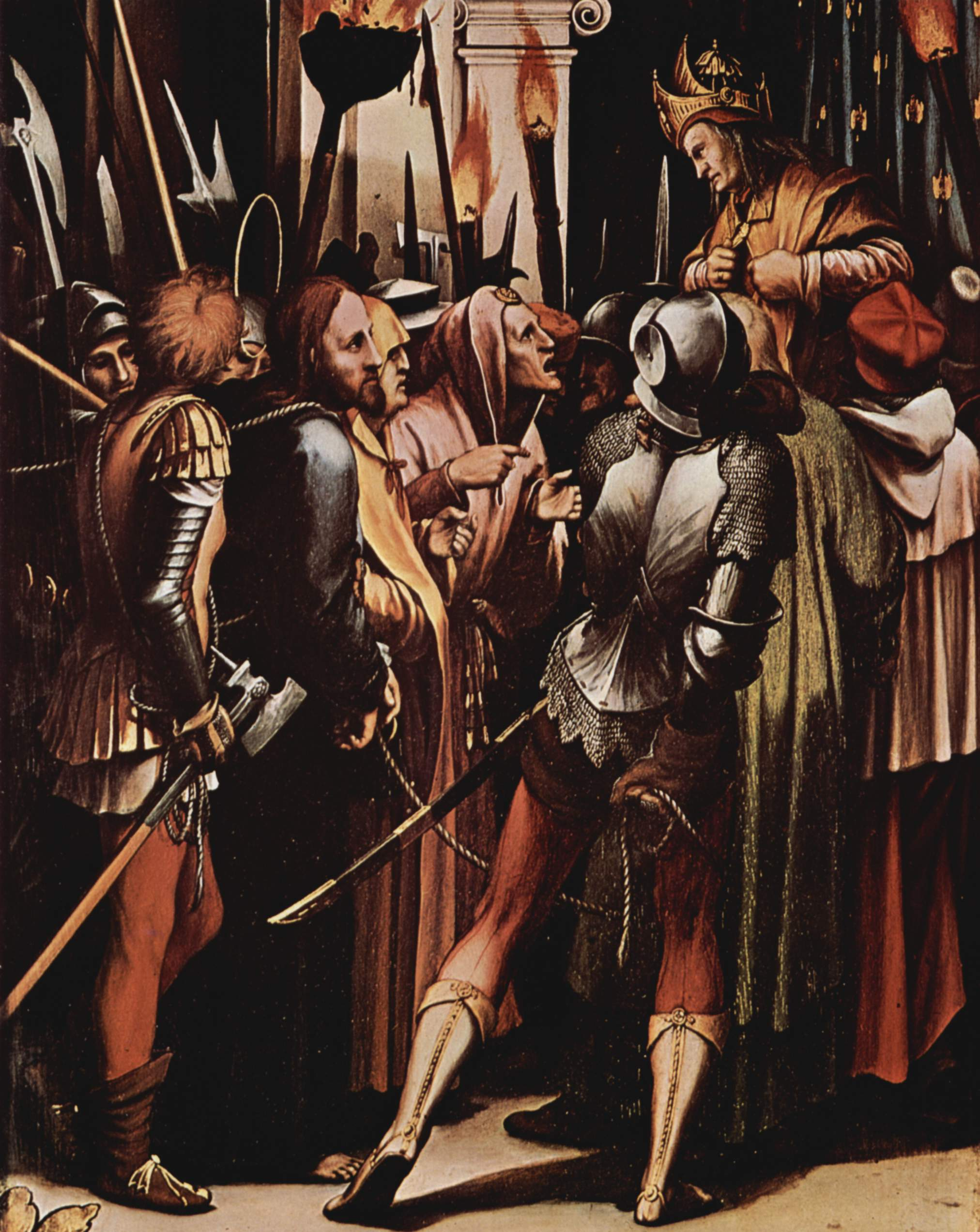
Le Christ devant Caïphe, par Hans Holbein le Jeune, v. 1523.

Selon les Évangiles, Jésus est allé à Jérusalem avec ses disciples pour accomplir sa mission messianique. Il a été impliqué dans un trouble public lorsqu'il a retourné les tables des changeurs de monnaie et a tenu des propos très critiques envers le Temple. La Judée était une province impériale, gouvernée par un préfet chargé du maintien de l'ordre ; les autorités locales étaient représentées par le Sanhédrin, présidé par le grand-prêtre d'Israël, poste tenu à l'époque par Caïphe, de la famille de Hanne. 
Le procès de Jésus devant le Sanhédrin et la condamnation à mort qui s'ensuit, tels qu'ils sont décrits dans les synoptiques, apparaissent « sans vraisemblance historique », remarque Simon Légasse. D'une part, le récit évangélique montre le Sanhédrin réuni en séance de nuit, ce qui n'est pas plausible, et, d'autre part, ce tribunal n'était plus habilité à prononcer la peine capitale. Cela reviendrait à admettre une exception « inconcevable », comme le démontre ensuite le débat autour de la lapidation de Jacques le Juste. Marie-Françoise Baslez conclut que « le seul [qui] avait les pouvoirs de condamner Jésus » était Ponce Pilate, le préfet romain de Judée. 
Que Pilate ait considéré que Jésus pouvait entraîner des troubles publics est probable : le crucifiement était le châtiment pour crime de rébellion contre l'autorité de Rome. Cependant, les disciples n'ont pas été inquiétés, ce qui tend à montrer que les Romains ne craignaient pas un risque politique important.  
Le condamné devait porter la poutre transversale de la croix à laquelle il allait être fixé, le patibulum. La mise en croix était précédée par la flagellation, dont Flavius Josèphe indique, à propos d'un homme qui l'avait subie, qu'il avait été « déchiré de coups de fouet jusqu'à l'os ». Elle se pratiquait à l'extérieur de la ville.

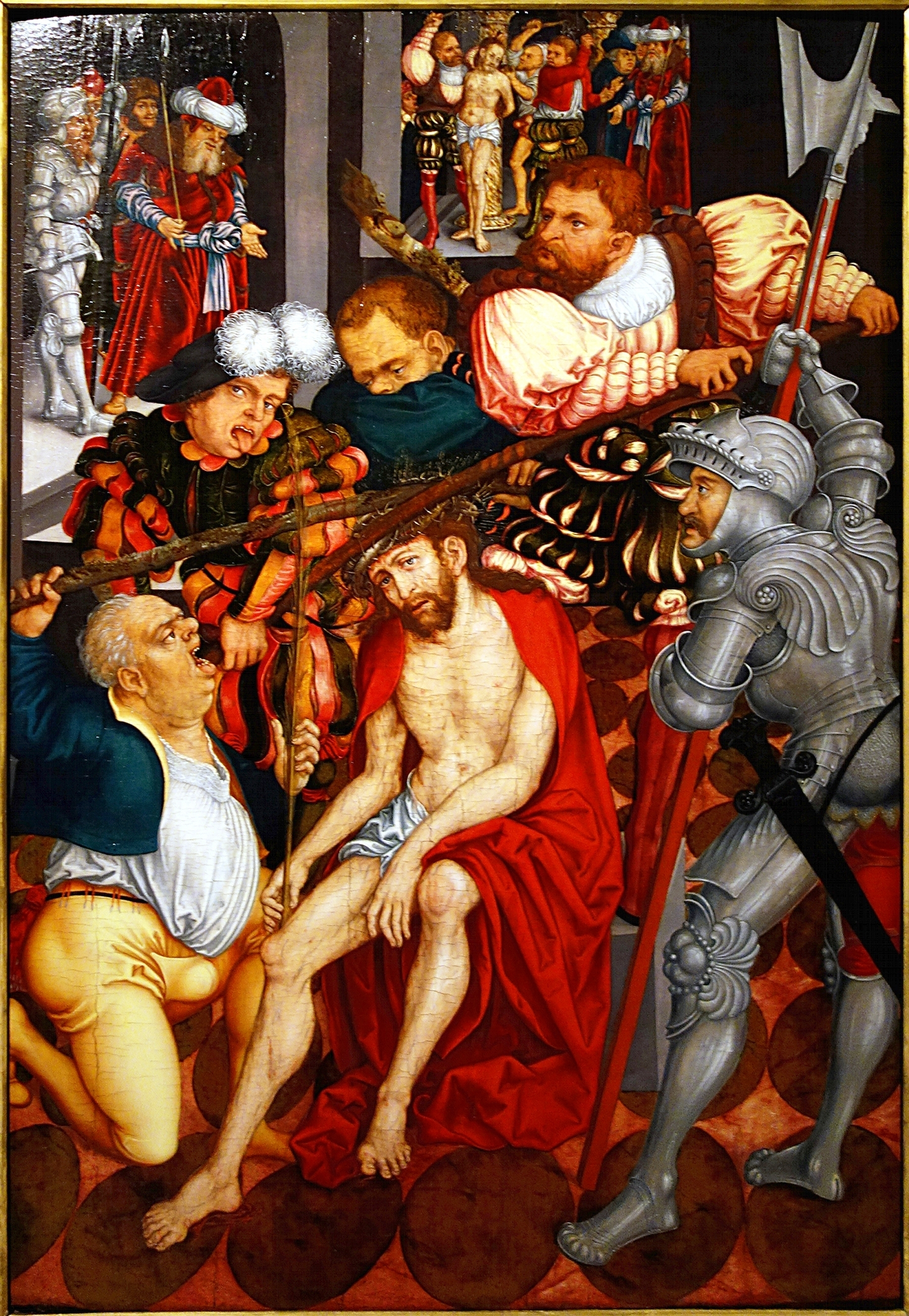
La Dérision du Christ par Cranach l'Ancien (vers 1540).

Pour Jacques Schlosser, paraissent avoir un fondement historique : la scène de la dérision par la soldatesque, la réquisition de Simon de Cyrène, dont on précise qui il est, l'identification du Golgotha, la récupération par les soldats des effets personnels de Jésus, le coup de lance, la boisson vinaigrée, qui sont des pratiques attestées, et, avec plus d'hésitation, la présence des femmes et la démarche de Joseph d'Arimathie pour éviter que des corps en croix ne restent exposés au moment de la fête juive. 
Parmi les différentes paroles mentionnées par les Évangiles que Jésus aurait prononcées sur la croix, la plus vraisemblable est celle de Mc 1534 : « Mon Dieu, mon Dieu pourquoi m'as-tu abandonné ? », parce qu'elle est citée en araméen et qu'elle fait directement référence au Ps 221, qui contient en outre de nombreux éléments que certains considèrent comme prophétiques par rapport à la crucifixion (Ps 2216-17 et au partage des vêtements Ps 2218.
Les textes relatent que Joseph d'Arimathie, éventuel membre du Sanhédrin, s'est arrangé avec Pilate pour que le corps de Jésus soit descendu de la croix et mis dans une tombe. Charles Guignebert pensait que les corps des suppliciés étaient plus probablement jetés dans une fosse commune, mais un crucifié ayant été enseveli avec soin, du nom de Yehohanan (« Jonathan »), a été découvert dans l'ossuaire de (en)Giv'at ha-Mivtar près de Jérusalem. À noter que les pieds avaient été cloués par un seul clou ayant traversé les os des calcanéums, et les jambes avaient été brisées.

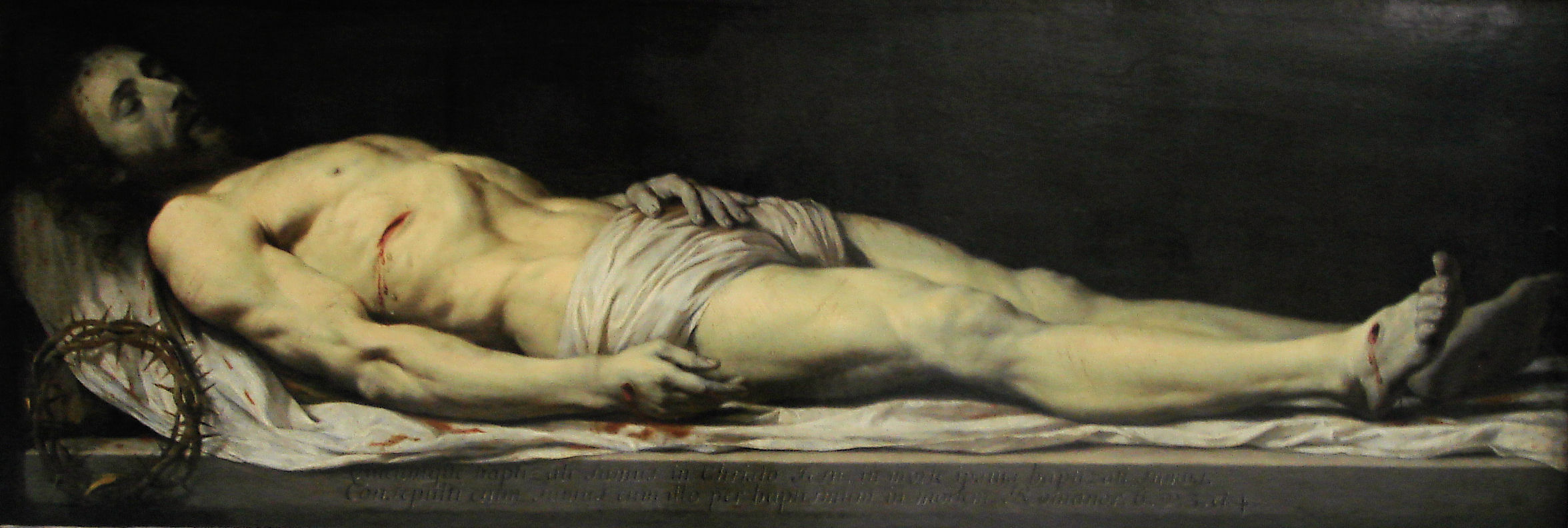
Philippe de Champaigne, Le Christ mort couché sur son linceul

Les Évangiles s'accordent à placer la mort de Jésus un jour de préparation du Shabbat. D'après Jean, c'est dans l'après-midi du 14 Nissan (la journée commence au coucher du soleil de la veille), « le jour de la préparation de la pâque » (Jn 1914).  Dans les Évangiles synoptiques, ce serait dans l'après-midi du 15 puisque le dernier repas de Jésus avec ses disciples est présenté comme un repas pascal (Lc 2215), mais l'arrestation, le fait que Simon de Cyrène revenait des champs, que Joseph d'Arimathie ait pu acheter un linceul et les femmes des aromates, suggèrent qu'il ne s'agissait pas d'un jour de fête solennelle. Si l'exécution a bien eu lieu un 14 Nissan, et compte tenu de la durée du ministère public de Jésus, les années possibles au cours desquelles ce jour concorde avec la veille du Shabbat sont 27, 30, 33 et 36. En accord avec la tradition chrétienne, Wilfrid Harrington estime qu'il faudrait garder celle de 30.

### La résurrection

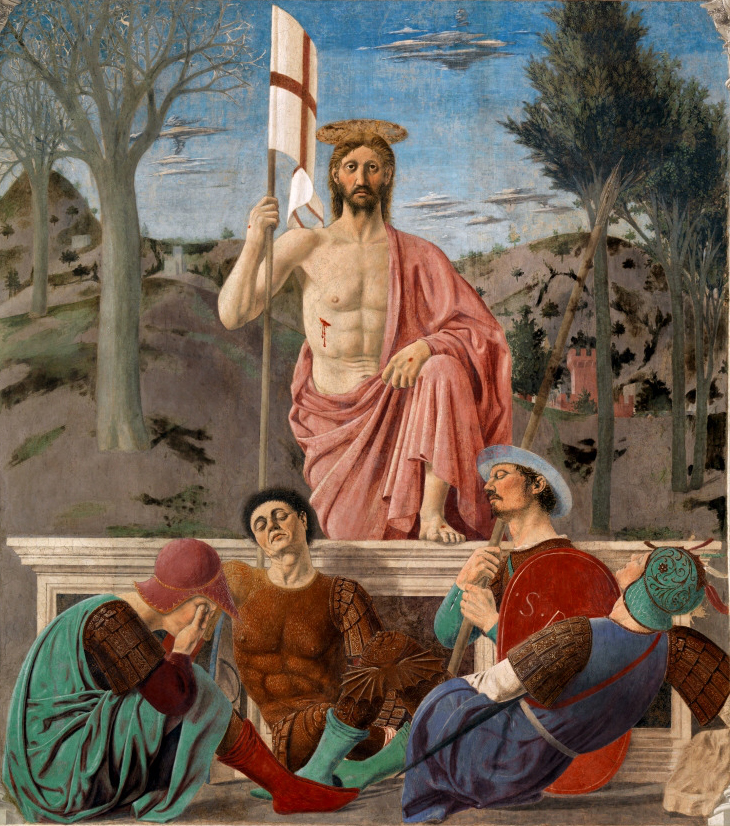
La Résurrection de Piero della Francesca.

Il existe des traditions qui paraissent s'être développées de façon indépendante et sans cohérence d'ensemble. Le récit de l'Évangile selon Marc, dont on pense qu'il est le plus ancien des Évangiles, montre des femmes qui ont découvert le tombeau vide, qui semble un élément assez solide de la tradition mais n'a pas un caractère de justification, puisque des femmes ne pouvaient témoigner valablement selon la loi juive et qu'un tombeau vide ne constituait pas une preuve, le corps pouvant avoir été simplement enlevé. Le récit se présente lui-même comme lié à une foi dans laquelle le Christ fait partie des vivants et non des morts ; mais cette découverte a pu avoir une matérialité, la prédication chrétienne, qui reprend les conceptions juives de la résurrection, n'étant pas concevable avec le corps de Jésus présent dans un tombeau. 
Les huit premiers versets du chapitre 16 rapportent une apparition angélique (dans la Bible, l'apparition d'un ange, du grec αγγελος, « messager », est la manière d'exprimer une révélation divine), et ne sont pas une description de la résurrection; ils sont bien dans la veine du reste, mais pas la finale 9-20, qui manque dans certains manuscrits. Il semble que la tradition du tombeau vide (qui n'est pas mentionnée ailleurs dans le Nouveau Testament) se soit développée secondairement dans la communauté chrétienne, à titre cultuel, avant d'être définitivement incluse dans le récit évangélique. Par ailleurs, divers détails dans les récits de la Résurrection sont difficiles, même s'il n'y a pas impossibilité, à réconcilier lorsque l'on passe d'un Évangile à l'autre. 
Ce qui est sûr est que les premiers disciples, après avoir été d'abord désemparés par l'arrestation de Jésus (le texte de Mc 1450 n'hésite pas à dire des futurs chefs de l'Église primitive qu'ils « s'enfuirent tous ») et surtout par son exécution, ont eu la certitude qu'il était toujours vivant et qu'il était apparu à plusieurs d'entre eux ; Paul, en 1 Co 151-11, certifie qu'ils sont nombreux à pouvoir en témoigner. Ces apparitions, rapportées dans les Évangiles dans des passages qui ne dépendent pas littérairement les uns des autres, représentent « une série particulière d'événements, d'un caractère unique, non répétables et limités à une période déterminée ». L'histoire du christianisme commence à ce moment. Mais pour un théologien comme Rudolf Bultmann, « la foi en la résurrection n'est rien d'autre que la foi à la croix comme événement de salut ».

## Recherche contemporaine
Contrairement à l'exégèse traditionnelle, la recherche contemporaine ne pratique pas la compilation des divers évangiles pour obtenir une vue d'ensemble de la vie de Jésus. Elle étudie chaque évangile à part afin de déterminer quelle vision de Jésus l'auteur du texte (ou la communauté qui l'a produit) a voulu offrir au lecteur.
Les auteurs anglo-saxons aboutissent donc à diverses théories du Jésus historique. L'ordre de la liste suivante quantifie le volume de « Jésus traditionnel » contenu dans l'ensemble de la critique ; en quelque sorte, il va de zéro (pas de Jésus du tout) à 100 (Jésus est historiquement tel que dans les évangiles et dans la doctrine définie par les conciles christologiques).

### Théorie mythiste
La théorie mythiste est abandonnée par la recherche universitaire depuis la parution d'un ouvrage critique de l'écrivain athée Charles Guignebert en 1933. Elle se perpétue néanmoins hors de l'Université, dans des cercles rationalistes ou athées. En effet, la thèse de l'inexistence historique de Jésus, apparue à la fin du XVIIIe siècle, restée marginale au sein de la recherche historique académique, est complètement rejetée par les spécialistes universitaires du christianisme ancien depuis la fin des années 1930 : « Nous ne sommes plus au temps où B. Bauer (1840), ou P. L. Couchoud (1937) s'ingéniaient à nier que Jésus eut existé : le sens de ses faits et gestes, non son existence fait aujourd'hui débat » ». 
Simon Claude Mimouni ajoute que, si cette thèse est aujourd'hui dépassée, elle a continué d’être reprise régulièrement par des auteurs en dehors du milieu académique, « dans une certaine presse marquée par l'idéologie et pas assez par la connaissance scientifique », se diffusant notamment sur internet.
Elle se répartit de nos jours en deux sous-thèses :
- « Jésus n'a pas d'existence historique du tout », qui est soutenue par le philosophe Michel Onfray[86] (qui s'appuie sur le prêtre Prosper Alfaric et Paul Louis Couchoud), et quelques mythistes anglophones comme Earl Doherty (professeur de lettres classiques) d'une part et par les journalistes Timothy Freke et Peter Gandy d'autre part. La thèse de ces derniers a évolué : ils se rangeraient dans le deuxième groupe de mythistes (voir ci-dessous) et soutiennent maintenant que le véritable christianisme était le gnosticisme.
- « Jésus est un homme au passé indéterminé » et sa personnalité qu'elle ait ou non existé rassemble l'ensemble des mythes du Moyen-Orient. Cette thèse est soutenue par le linguiste Alvar Ellegård et G. A. Wells, professeur d'allemand.

L'historien Michael Grant note en 2004 que, au cours de ces dernières années, « aucun chercheur sérieux ne s'est risqué à postuler la non-historicité de Jésus, ou en tout cas très peu, et ils n'ont pas réussi à ébranler la gigantesque évidence du contraire ».

### Jésus le héros hellénistique
Cette théorie est soutenue par Gregory J. Riley. Voir son livre Un Jésus, plusieurs Christ, Labor & Fides.

### Jésus le révolutionnaire
Cette théorie est soutenue par l'archéologue Robert Eisenman et le prêtre historien S. G. F. Brandon (qui fut, de 1951 à 1971, professeur de religion comparée à l'université de Manchester, Royaume-Uni).
La « théorie zélote » de S. G. F. Brandon, développée dans Jésus et les Zélotes (1969) s'appuie sur une étude approfondie de l'évangile de Marc, mais aussi sur tous les éléments du Nouveau Testament qui laisseraient penser à une grande proximité de Jésus et de ses disciples avec ce courant politico-religieux en Israël au temps de Jésus.

### Jésus maître de sagesse
Cette théorie est soutenue par :
- John Dominic Crossan
- (en)Robert Funk
- (en)Burton Mack
- Stephen J. Patterson[88]

De même, les auteurs de l'École juive du Nouveau Testament, les pionniers des comparaisons entre Midrash et Évangiles, les historiens du schisme judéo-chrétien (Daniel Boyarin, Dan Jaffé, etc.) parlent de Jésus comme ils le font de Paul de Tarse ou des Sages du Talmud, auxquels la tradition attribue des enseignements variés et dont l'historicité est incertaine.

### Jésus l'inspiré
Cette théorie est soutenue par :
- (en)Marcus Borg
- (en)Stevan Davies
- Geza Vermes

### Jésus le prophète du changement social
Cette théorie est soutenue par :
- (en)Richard Horsley
- Hyam Maccoby
- Gerd Theissen

### Jésus le prophète apocalyptique
- Bart Ehrman
- Paula Fredriksen
- Gerd Lüdemann
- John P. Meier
- E. P. Sanders

### Jésus le sauveur
- (en)Luke Timothy Johnson
- Robert H. Stein[89]
- N. T. Wright